# 헤딩리 스타디움

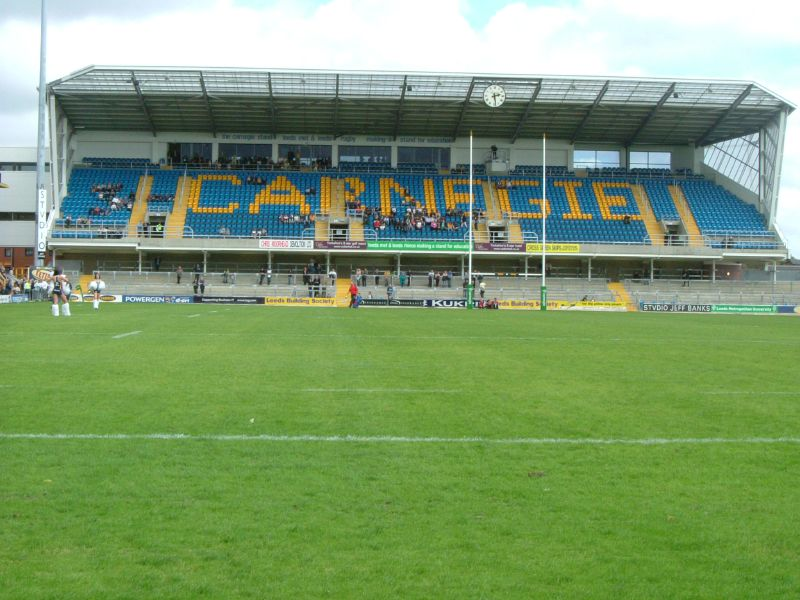

헤딩리 스타디움(Headingley Stadium)은 잉글랜드 웨스트요크셔주 리즈의 근교도시 헤딩리의 종합 스포츠 경기장이다. 크리켓의 요크셔 카운티 크리켓 클럽와 럭비 리그의 리즈 라이노스(수퍼 리그), 그리고 럭비 유니온의 리즈 카네기(아비바 프리미어십)가 홈구장으로 사용하고 있다.
이 경기장은 두개의 경기장으로 이루어져 있는데, 크리켓 경기장인 헤딩리 카네기 크리켓 그라운드와 럭비 경기장인 헤딩리 카네기 스타디움으로 구성되어 있다. 관리 주체는 리즈 크리켓, 풋볼, 앤 에슬레틱 컴퍼니이다.